# ヨアヒム・エルンスト (アンハルト公)
ヨアヒム・エルンスト（Joachim Ernst, 1901年1月11日 - 1947年2月18日）は、アンハルト公国最後の公爵（在位：1918年）。全名はヨアヒム・エルンスト・ヴィルヘルム・カール・アルブレヒト・レオポルト・フリードリヒ・モーリッツ・エルトマン（Joachim Ernst Wilhelm Karl Albrecht Leopold Friedrich Moritz Erdmann）。アンハルト公エドゥアルトの次男。

## 生涯
1901年11月1日、エドゥアルトとその妻であったザクセン＝アルテンブルク公子モーリッツの娘ルイーゼ（1873年 - 1953年）の間に第四子としてデッサウで生まれた。エドゥアルトは1918年4月21日に兄フリードリヒ2世の後を嗣いでアンハルト公となるが同年9月13日に崩御。エドゥアルトの長男レオポルト・フリードリヒは既に薨去していたため次男のヨアヒム・エルンストが公位に即き、叔父のアリベルトが摂政となった。しかしその2ヵ月後に発生したドイツ革命により、彼は11月12日に退位。11世紀から中部ドイツの領主家として続いてきたアスカーニエン家はその地位を失った。ヴァイマル共和政の元でアンハルトはアンハルト自由州となった。
退位後のヨアヒム・エルンストはナチスに反発したため1944年に逮捕され、ダッハウ強制収容所に入れられた。3ヵ月後に解放されたが、1945年に今度はソビエト連邦のNKVDによって逮捕され、ブーヘンヴァルト強制収容所へ入れられた。ヨアヒム・エルンストは病気と衰弱により1947年2月18日に同地で死去した。

## 子女
ヨアヒム・エルンストは2度結婚している。最初の妻であるエリーザベト・シュトリックロット（Elisabeth Strickrodt Gfn von Askanien, 1903年 - 1971年）とは1927年3月3日にバレンシュテット宮殿で結婚し、エリーザベトはアスカーニエン伯夫人とされたが1929年に離婚した。彼女との間に子供は生まれていない。2番目の妻であるエッダ＝シャルロッテ・フォン・シュテファニ＝マルヴィッツ（Edda-Charlotte von Stephani-Marwitz, 1905年 - 1986年）とは1929年10月15日にデッサウで結婚した。彼女との間には以下の二男三女をもうけた。
- マリー・アントネッテ・エリーザベト・アレクサンドラ・イルムガルト・エッダ・シャルロッテ（1930年 - 1992年）
- アンナ・ルイーゼ・マリー・フリーデリケ・エリーザベト・アリス（1933年 - 2003年）
- レオポルト・フリードリヒ・フランツ・ジグハルト・フーベルトゥス・エルトマン（1938年 - 1963年） - アンハルト公家家長
- エッダ・アーデルハイト・アントネッテ・エンマ・エリーザベト（1940年 - ）
- エドゥアルト・ユリウス・エルンスト・アウグスト・エルトマン（ドイツ語版）（1941年 - ） - アンハルト公家家長